# 주앙 팔리냐
주앙 마리아 로보 알베스 팔리냐 곤살베스(포르투갈어: João Maria Lobo Alves Palhinha Gonçalves, 1995년 7월 9일 ~ )는 포르투갈의 축구 선수로 포지션은 수비형 미드필더이다. 현재 토트넘 홋스퍼에서 활약하고 있다.